# Copa Amazonas de Futebol de 1972
A Copa Amazonas de Futebol de 1972 ou Taça Amazonas foi um torneio de futebol organizada pela Federação Amazonense de Futebol. O campeão foi o Fast Clube.

## História
O Campeonato Amazonense de Futebol de 1972 encerrou-se em 5 de Julho, uma quarta-feira, com título do Nacional sobre o Fast Clube. O início da nomeada "V Taça Amazonas"(5ª edição realizada pela Federação Amazonense de Futebol) estava marcado para o domingo seguinte, dia 9 de Julho, contando com 6 dos 8 clubes que disputaram o estadual. América e Sul América não disputaram o torneio por uma decisão do Conselho Arbitral, ainda assim tentaram o ingresso de forma mal sucedida, uma vez que os outros clubes determinaram que se estes participassem, seriam os únicos disputantes, uma vez que abandonariam o torneio. O torneio foi realizado para preencher as datas vazias até fim de agosto, sendo que logo depois haveria o início do "Campeonato Brasileiro de 1972", previsto para o mês de setembro, a qual a Federação Amazonense de Futebol tentava ingressar com um clube.
O Fast Clube entrou defendendo o bicampeonato, uma vez que havia sido o campeão em 1971. O tricolor acabou conquistando a taça.  Durante o andamento da competição, o Nacional, campeão amazonense cerca de um mês antes, que já vinha apontando que não daria tanta importância ao torneio, acabou sendo indicado como representante amazonense no Campeonato Nacional de Clubes e assim, confirmou seu desinteresse ao jogar o torneio praticamente com seu time reserva.
A Taça foi paralisada por uma semana de 1º de Agosto para que a Federação realizasse um jogo da Seleção Amazonense contra a Seleção Olímpica do Brasil, antes desta embarcar para os Jogos Olímpicos de Verão de 1972, em Munique. Enquanto isso um time misto do Nacional, que excursionava por Roraima retornou a Manaus e passou a jogar os jogos da Taça enquanto os titulares passaram a focar no Campeonato Nacional de Clubes.
O jogo amistoso realizado em 6 de Setembro de 1972 entre Seleção do Amazonas e Seleção Olímpica do Brasil acabou tendo o jogo entre Olímpico e Rodoviária, válido pela Taça Amazonas, como preliminar. O resultado foi:
- 6 de Setembro de 1972 - Sel. do Amazonas 1x0 Sel. Olímpica do Brasil - Estádio Vivaldo Lima - Renda: Cr$81.629,00 - Público: 16.253[7]

No decorrer do torneio, a disputa acabou ficando entre Fast Clube e São Raimundo. O jogo entre ambos foi o último do torneio, e, antes da partida que poderia lhe garantir um jogo desempate, o elenco do São Raimundo chegou a ir a um centro espirita para que sua equipe encontrasse tranquilidade para lidar com o jogo. De nada adiantou, o Fast Clube venceu e se sagrou bicampeão do torneio.

## Jogos
1ª Rodada
- 9 de Julho de 1972 - Olímpico 2x2 São Raimundo - Parque Amazonense - Renda: Cr$2.433,00 - Público: 429[10]
- 12 de Julho de 1972 - Fast Clube 2x0 Rio Negro - Estádio Vivaldo Lima - Renda: Cr$8.722,00 - Público: 2.121[11]
- 16 de Julho de 1972 - Nacional 3x1 Rodoviária - Estádio Vivaldo Lima - Renda: Cr$10.665,00

2ª Rodada
- 19 de Julho de 1972 - São Raimundo 4x3 Rio Negro - Estádio Ismael Benigno - Renda: Cr$3.474,00 - Público: 1.193[12]
- 23 de Julho de 1972 - Fast Clube 2x1 Rodoviária - Parque Amazonense - Renda: Cr$7.081,00 - Público: 2.086[13]
- 26 de Julho de 1972 - Nacional 1x0 Olímpico - Estádio Ismael Benigno - Renda: Cr$9.365,00 - Público: 2.759[14]

3ª Rodada
- 30 de Julho de 1972 - Rio Negro 2x1 Rodoviária - Parque Amazonense - Renda: Cr$3.702,00 - Público: 1.117[15]
- 6 de Agosto de 1972 - Olímpico 2x1 Rodoviária - Estádio Vivaldo Lima(Preliminar do jogo amistoso Seleção do Amazonas x Seleção Olímpica do Brasil)
- 9 de Agosto de 1972 - São Raimundo 3x1 Nacional - Estádio Ismael Benigno - Renda: Cr$8.107,00 - Público: 2.581[16]

5ª Rodada
Rodada dupla - Estádio Vivaldo Lima - Renda: Cr$50.951,00 - Público: 12.957
- 13 de Agosto de 1972 - Fast Clube 3x3 Olímpico
- 13 de Agosto de 1972 - Rio Negro 1x0 Nacional

6ª Rodada
- 17 de Agosto de 1972 - Olímpico 1x0 Rio Negro - Estádio Ismael Benigno - Renda: Cr$6.038,00[18][19]

7ª Rodada
Rodada dupla - Estádio Vivaldo Lima - Renda: Cr$53.716,00 - Público: 13.427
- 20 de Agosto de 1972 - São Raimundo 0x0 Rodoviária
- 20 de Agosto de 1972 - Fast Clube 1x1 Nacional

8ª Rodada
- 27 de Agosto de 1972 - Fast Clube 1x0 São Raimundo - Estádio Ismael Benigno - Renda: Cr$18.000,00 - Público: 2.746[21][22]

## Classificação
| 1 | Fast Clube   | 8 | 5 | 3 | 2 | 0 | 9 | 5 | +4 |
| 2 | São Raimundo | 6 | 5 | 2 | 2 | 1 | 9 | 7 | +2 |
| 3 | Olímpico     | 6 | 5 | 2 | 2 | 1 | 8 | 7 | +1 |
| 4 | Nacional     | 5 | 5 | 2 | 1 | 2 | 6 | 6 | 0  |
| 5 | Rio Negro    | 4 | 5 | 2 | 0 | 3 | 6 | 8 | -2 |
| 6 | Libermorro   | 1 | 5 | 0 | 1 | 4 | 4 | 9 | -5 |

## Campeão
| Copa Amazonas de 1972        |
| Amazonas                     |
| ---------------------------- |
| Fast Clube Bicampeão Invicto |

O time do Fast Clube que disputou a última partida, contra o São Raimundo, vencendo a taça de forma invicta foi: 
- Marialvo, Antonio Piola, Casemiro, Zequinha Piola e Pompeu; Zezinho e Holanda; Mano (Paulo), Jorge Cuíca, Nilson e Ivo(Barrote).